# Dammen (Byarums socken, Småland)
Dammen är en sjö i Vaggeryds kommun i Småland och ingår i Lagans huvudavrinningsområde. Sjön har en area på 0,164 kvadratkilometer och ligger 214,2 meter över havet. Sjön avvattnas av vattendraget Lagan.

## Delavrinningsområde
Dammen ingår i det delavrinningsområde (638853-140212) som SMHI kallar för Utloppet av Dammen. Avrinningsområdets medelhöjd är 224 meter över havet och ytan är 6,88 kvadratkilometer. Det finns ett delavrinningsområde uppströms, och räknas det in blir den ackumulerade arean 42,32 kvadratkilometer. Lagan som avvattnar avrinningsområdet har biflödesordning 2, vilket innebär att vattnet flödar genom totalt 2 vattendrag innan det når havet efter 224 kilometer. Delavrinningsområdet består mestadels av skog (58 procent), jordbruk (12 procent) och sankmarker (16 procent). Avrinningsområdet har 0,15 kvadratkilometer vattenytor vilket ger det en sjöprocent på 2,2 procent.